# Імре Лакатош
Імре Ла́катош (угор. Lakatos Imre; 9 листопада 1922, Дебрецен — 2 лютого 1974, Лондон) — англійський філософ науки угорського походження.

## Біографічні відомості
Народився у м. Дебрецен у єврейській родині, учень Дьордя Лукача. Під час Другої світової війни був учасником антифашистського Опору. В цей же час через розпочаті переслідування євреїв (його мати і бабуся загинули в Освенцимі) був змушений змінити своє прізвище Ліпшиц на Молнар, потім на Лакатош (це ж прізвище носив прем'єр-міністр Геза Лакатош, який виступив проти знищення угорських євреїв). Існує й інший кут зору, за яким «пролетарське» прізвище Лакатош (Слюсар) він прийняв, улаштувавшись на роботу в уряд Угорської народної республіки.
Після війни навчався в аспірантурі Московського університету під керівництвом С. О. Яновської. Короткий час був функціонером Міністерства освіти комуністичної Угорщини. В цей час він перебував під сильним впливом ідей своїх співвітчизників Дьордя Лукача, Дьордя Пойа і Шандора Корачоня. В часи культу особистості Ракоші у 1950–1953 роках був «незаконно» репресований як «ревізіоніст» і перебував в ув'язненні. Під час Угорської революції 25 листопада 1956 втік на Захід через Австрію. З 1958 року постійно жив у Великій Британії, з 1969 року — професор Лондонської школи економіки і політичних наук. Помер у 1974 році у віці 51 року через крововилив в мозок.

## Наукова діяльність
Головна праця — «Методологія дослідницьких програм». Запропонував альтернативу поглядам Куна та обмеження методу фальсифікації.
Лакатош описав науку як конкурентну боротьбу «науково-дослідних програм», що складаються з «жорсткого ядра» апріорно прийнятих у системі фундаментальних припущень, які не можуть бути спростованими всередині програми, і «запобіжного пояса» допоміжних гіпотез ad hoc, що видозмінюються та пристосовуються до контрприкладів програми. Еволюція конкретної програми відбувається за рахунок видозміни та уточнення «запобіжного пояса», руйнування ж «жорсткого ядра» теоретично означає скасування програми й заміну її іншою.

## Важливіші праці
- Доказательства и опровержения (Москва, 1967).
- Bizonyítások és cáfolatok. Budapest, Typotex, 1998. (1963—1964).
- Lakatos Imre tudományfilozófiai írásai. (Ред.: Miklós Tamás) Budapest, Atlantisz Könyvkiadó, 1997. — ISBN 963-7978-92-5.
- The Methodology of Scientific Research Programmes: Philosophical Papers I.Cambridge, Cambridge University Press, 1977.
- Mathematics, Science and Epistemology: Philosophical Papers II. — Cambridge: Cambridge University Press, 1977. ISBN 0-521-21769-5.
- Criticism and the Growth of Knowledge. (Ред.: Musgrave) Cambridge, Cambridge University Press. — ISBN 0-521-07826-1.